# Tesching
Tesching ist ein Sammelbegriff für leichte kleinkalibrige Handfeuerwaffen.

## Beschreibung
Das Tesching (-gewehr) (auch der Tesching (-revolver), Teschink, Tisching, französisch Teschin (‚Büchse‘)) ist eine Handfeuerwaffe mit kleinen Kalibern, wie 5,6 mm 6,5 mm teils auch bei „Flobert-Tesching“ bis 9 mm. Meist wird mit der Munition ein Geschoss von geringem Gewicht mittels der Zündhütchenfüllung auf kurze Entfernung (10 bis 20 Meter) getrieben. Sie ist angeblich nach der Stadt Teschen benannt.
Die Tesching (tschechisch Tieschinky) wurden seit Beginn des 17. Jahrhunderts auch in böhmischen Städten hergestellt, für ihren reichen getriebenen Dekor aus Messingplatten und Intarsien aus Horn, Perlmutter und Elfenbein bekannt, beliebt, und als leichte Jagdwaffen benutzt.
Flobert-Waffen werden auch als Tesching bezeichnet.

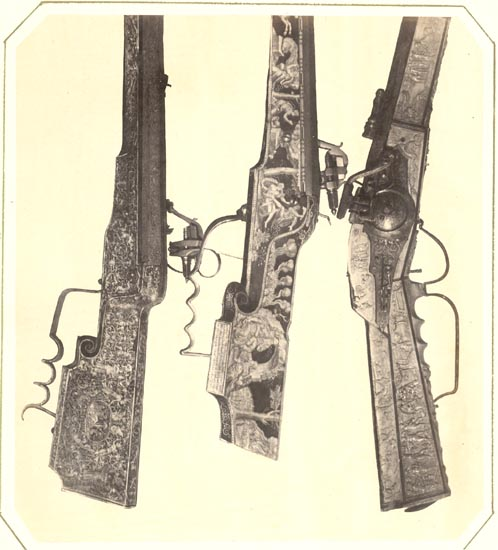
Drei Tesching Jagdwaffen, 17. Jahrhundert
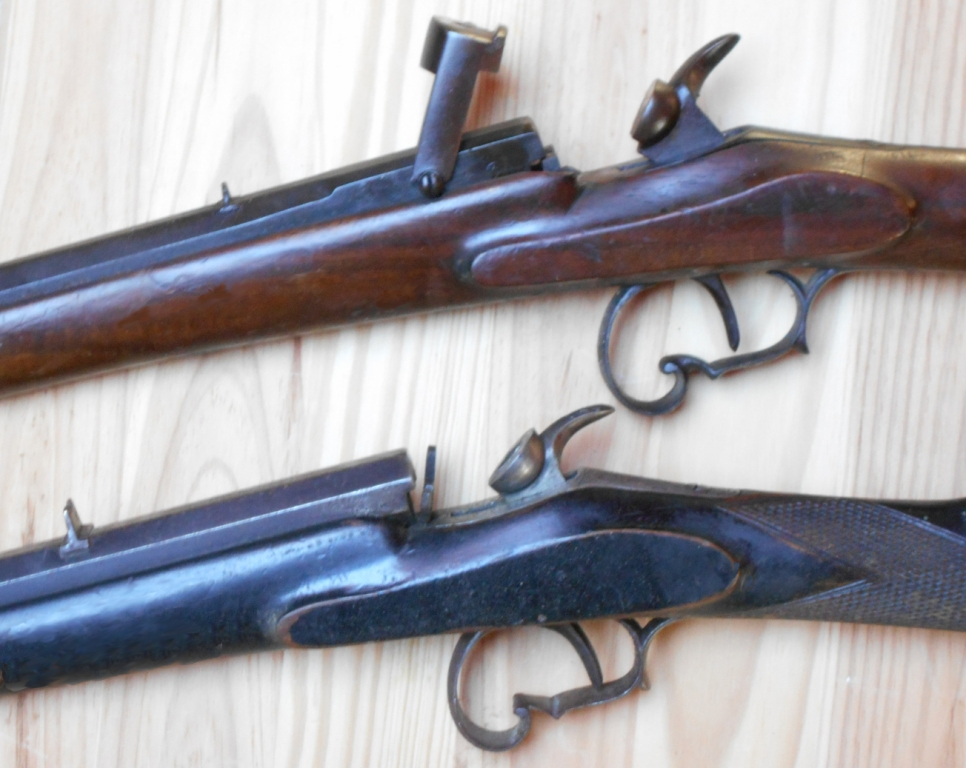
Historische Floberttesching
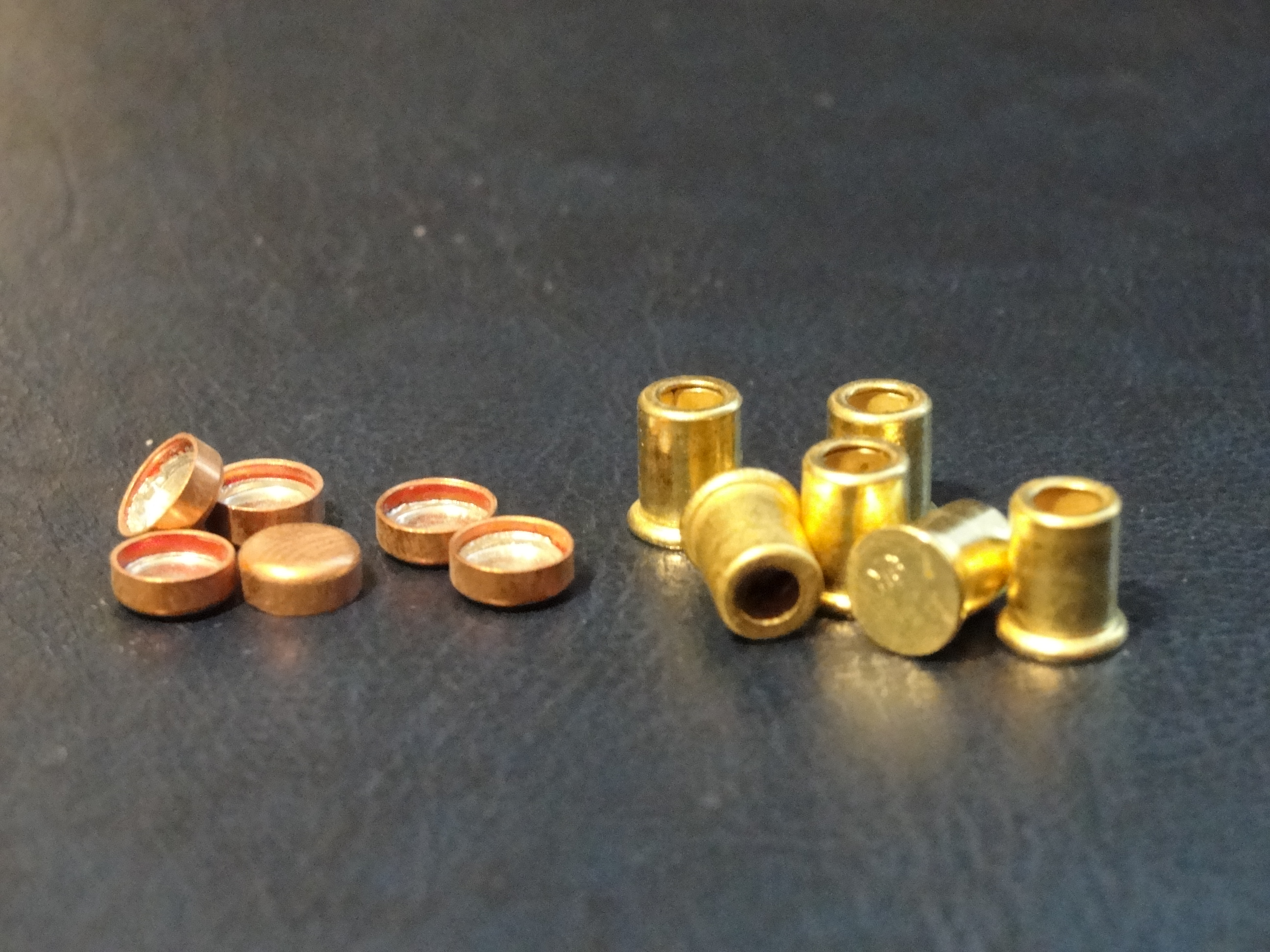
Zündhütchen
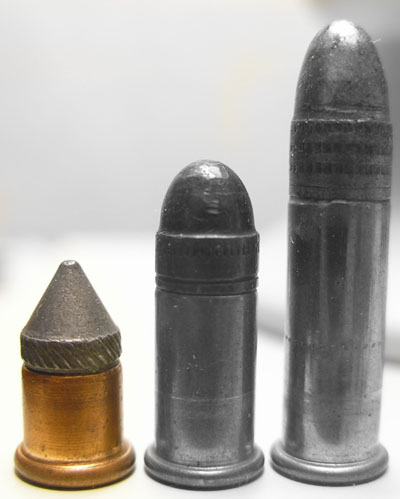
Größenvergleich: links Flobert mitte .22 kurz rechts .22 lfB
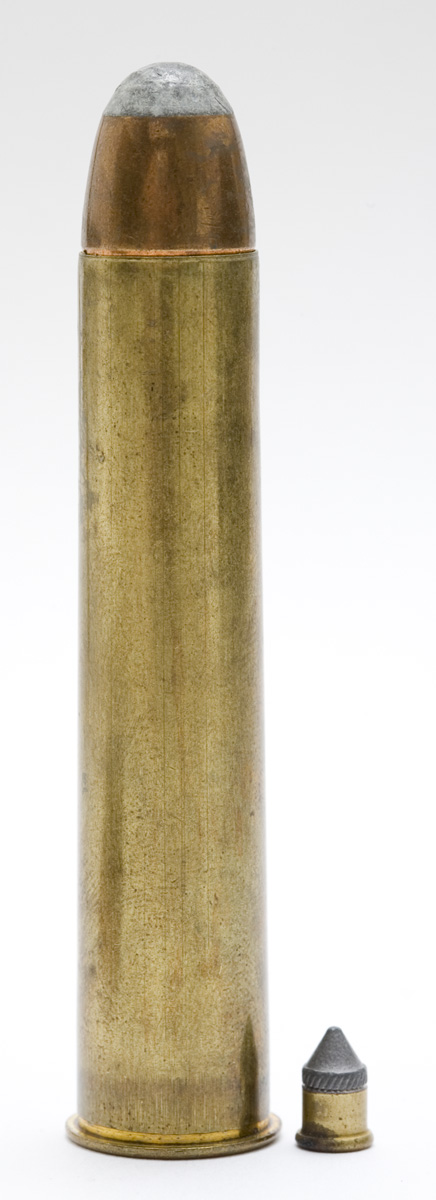
Größenvergleich: links Großjagdpatrone rechts Flobert

Die Waffen wurde am Ende des 19. und zu Beginn des 20. Jahrhunderts vielerorts für sportliches Schießen eingesetzt und als preiswerte Gewehre über Kataloge vertrieben. Eine Reihe von Schützenvereinen trägt die Bezeichnung Tesching oder Teschin im Namen. Waffen dieser Art wurden auch teils von Jugendlichen jagdlich verwendet oder in landwirtschaftlichem Umfeld zur Schädlingsbekämpfung genutzt. Aufgrund der geringen Durchschlagskraft ließ sich jedoch nur Kleinwild wie Vögel aus kurzer Distanz damit jagen.
Für den legalen Besitz von Tesching-Waffen benötigt man in Deutschland eine Waffenbesitzkarte, da sie der Definition einer scharfen Schusswaffe entsprechen. In Österreich sind sie ab 18 Jahren frei erhältlich.